# Håkan Hardenberger
Håkan Hardenberger (Malmö, 27 oktober 1961) is een Zweeds trompettist.

## Biografie
Op zijn achtste begon hij met trompet spelen. Op latere leeftijd studeerde hij aan het Conservatorium van Parijs onder Pierre Thibaud en in Los Angeles onder Thomas Stevens. Al op vroege leeftijd stond hij bekend als een virtuoze trompettist, onder meer door het trompetconcert in Es groot van Johann Nepomuk Hummel op te nemen. Verder onderscheidt hij zich door veel modern werk van eigentijdse klassieke componisten op te nemen, zoals van Harrison Birtwistle, Mark-Anthony Turnage, Heinz Karl Gruber, Tobias Broström en Arvo Pärt. In 2003 ontving Hardenberger de Zweedse koninklijke onderscheiding Litteris et Artibus.